# Nueva Zelanda en los Juegos Olímpicos de Los Ángeles 1932
Nueva Zelanda estuvo representada en los Juegos Olímpicos de Los Ángeles 1932 por un total de 21 deportistas que compitieron en 4 deportes.  
El portador de la bandera en la ceremonia de apertura fue el remero John MacDonald.

## Medallistas
El equipo olímpico neozelandés obtuvo las siguientes medallas:
| Nombre                          | Deporte | Competición             |
| ------------------------------- | ------- | ----------------------- |
| Oro                             |         |                         |
| —                               |         |                         |
| Plata                           |         |                         |
| Cyril Stiles Frederick Thompson | Remo    | Dos sin timonel (M2-) M |
| Bronce                          |         |                         |
| —                               |         |                         |